# IC 3390
IC 3390 је спирална галаксија у сазвјежђу Береникина коса која се налази на листи објеката дубоког неба у Индекс каталогу.
Деклинација објекта је + 24° 48' 32" а ректасцензија 12h 28m 28,7s. Привидна величина (магнитуда) објекта IC 3390 износи 16,1 а фотографска магнитуда 17,0.